# Poursay-Garnaud
Poursay-Garnaud település Franciaországban, Charente-Maritime megyében. Lakosainak száma 312 fő (2022. január 1.). Poursay-Garnaud Courcelles, Les Églises-d’Argenteuil, Saint-Julien-de-l’Escap, Varaize és Vervant községekkel határos.

## Népesség
A település népességének változása:
| Lakosok száma | 236  | 228  | 236  | 282  | 306  | 318  | 315  | 315  | 315  | 312  |
|               | 1968 | 1982 | 1990 | 2006 | 2013 | 2015 | 2017 | 2019 | 2020 | 2022 |